# Lutz Brinkmann
Lutz Brinkmann (* 27. Dezember 1975 in Ankum) ist ein deutscher Politiker (CDU). Bei der Bundestagswahl 2025 kandidierte er im Wahlkreis 38 Osnabrück-Land und auf Platz 21 der niedersächsischen Landesliste. Mit 36,6 % der Erststimmen gewann er dabei das Direktmandat für den 21. Deutschen Bundestag.

## Leben
Eigenen Angaben zufolge wuchs er in Neuenkirchen auf, absolvierte eine Ausbildung zum Betonbauer sowie später ein Studium im Bauingenieurwesen. Er ist lange Jahre in der Bau- und Immobilienbranche tätig, davon seit Anfang 2007 selbstständig.
Dem Eintritt in die Junge Union folgte später der in die Mutterpartei. Für diese hält er seit 2021 einen Sitz im Rat der Samtgemeinde Neuenkirchen und im Kreistag des Landkreises Osnabrück. Dazu ist er Beisitzer im CDU-Bezirksvorstand Osnabrück-Emsland und in der Folge kooptiertes Mitglied im Kreisvorstand seiner Partei.
Brinkmann ist verheiratet und hat drei Kinder.